# Umbrărești (Târgu Bujor), Galați
Umbrărești este un sat ce aparține orașului Târgu Bujor din județul Galați, Moldova, România.
 Acest articol despre o localitate din județul Galați este deocamdată un ciot. Puteți ajuta Wikipedia prin completarea lui.